# Beatrice Capomaggi

a Compétitions nationales et continentales officielles uniquement.

b Matchs officiels uniquement.
Beatrice Capomaggi, née le 29 avril 1997 à Frascati (Italie), est une joueuse internationale italienne de rugby à XV évoluant aux postes de centre et d'arrière. Elle joue au Villorba Rugby.

## Biographie
Beatrice Capomaggi commence le rugby à XV à l'âge de quinze ans au club de Frascati, sa ville natale. Elle est sélectionnée en équipe nationale des moins de 18 ans.
Elle fait ses débuts en sénior avec le CUS Roma, avant de signer à l'Unione Capitolina dont elle devient capitaine. À vingt-deux ans, elle fait ses débuts en équipe d'Italie contre l'Angleterre.
En 2020, elle est recrutée par Villorba Rugby où elle joue deux finales de championnat de suite (deux défaites face au Valsugana Padoue).[réf. nécessaire]
Elle participe à la Coupe du monde 2021.
En août 2023, elle est convoquée pour disputer la première édition du WXV dont elle joue les trois matchs (deux titularisations, une au centre, une à l'arrière).
Début 2024, elle fait partie des joueuses mises sous contrat par la fédération italienne. Au mois de mai, elle remporte le Championnat d'Italie avec son club face au Valsugana Padoue.

## Palmarès
- Finaliste du Championnat d'Italie en 2022 et 2023.
- Vainqueur du Championnat d'Italie en 2024.